# Bullet Head
Bullet Head es una película de 2017 producida entre Estados Unidos y Bulgaria, dirigida por Paul Solet y protagonizada por Adrien Brody, Antonio Banderas y John Malkovich.

## Sinopsis
Tres ladrones se esconden en un viejo almacén mientras esperan para entregar una caja fuerte que acaban de robar. Gage, un joven drogadicto que hace parte del equipo, encuentra a un presa canario al lado de un cadáver destrozado aparentemente por el mismo perro. El animal corre tras el chico, que milagrosamente logra escapar. Ahora el trío deberá tratar de aguantar en el almacén la inquietante presencia del perro, sin saber que un peligro mucho mayor está por aparecer.

## Reparto

Presa canario

- Adrien Brody es Stacy.
- John Malkovich es Walker.
- Antonio Banderas es Blue.
- Rory Culkin es Gage.
- Alexandra Dinu es Grace.
- Ori Pfeffer es el conductor.

## Recepción
La película cuenta con un 53% de ranking aprobatorio en Rotten Tomatoes, basado en 15 reseñas, con un índice de audiencia promedio de 5.3 sobre 10. En Metacritic tiene una puntuación de 51 sobre 100, basado en 10 críticas, indicando "reseñas mixtas".